# Skylines (film)
Skylines (ook bekend als Skyline 3 en gestileerd als SKYLIN3S) is een Amerikaanse sciencefictionfilm uit 2020, gecoproduceerd en geregisseerd door Liam O'Donnell, die hij schreef op basis van een verhaal dat hij samen ontwikkelde met producer Matthew E. Chausse. De film is een vervolg op Beyond Skyline uit 2017 en het laatste deel in de Skyline-trilogie.

## Verhaal
Kapitein Rose Corley, die de controle over het buitenaardse schip overneemt, leidt de bevrijde biomechanische soldaten en mensen om andere buitenaardse schepen rond de maan aan te vallen, inclusief het belangrijkste ruimteschip. De Earth Defense Fleet is gericht tegen de indringers die van plan zijn de aarde te vernietigen met behulp van de Armada, een superwapen dat elk leven op de planeet kan uitroeien. Rose's schip vernietigt Armada, maar deze overwinning gaat ten koste van duizend piloten van de menselijke vloot.
Vijf jaar na deze gebeurtenissen gaat Rose, nu gedwongen om zich te verbergen voor premiejagers en leven als een buitenstaander naar Londen, dat werd verwoest door het wrak van een neergestort schip. Ze bezoekt Dr. Mal, die een geneesmiddel probeert te vinden voor een virus dat het menselijk brein verandert in geïmplanteerde buitenaardse drones. Wanneer een gevaarlijk virus die nu de mensvriendelijke buitenaardse hybriden van de aarde in wapens tegen mensen dreigt te veranderen, moet Rose een team van elite huurlingen leiden op een missie naar de buitenaardse wereld om te redden wat er nog over is van de mensheid.

## Rolverdeling
- Lindsey Morgan als Rose Corley
- Rhona Mitra als Dr. Mal
- James Cosmo als Grant
- Alexander Siddig als generaal Radford
- Jonathan Howard als Leon
- Daniel Bernhardt als Owens
- Yayan Ruhian als Huana

## Release
De film ging in première op 25 oktober 2020 op het London FrightFest Film Festival en werd op 18 december 2020, vanwege de COVID-19-pandemie gelijktijdig uitgebracht in een beperkt aantal Amerikaanse bioscopen en op Apple TV door Vertical Entertainment.

## Ontvangst
Op Rotten Tomatoes heeft Skylines een waarde van 56% en een gemiddelde score van 5,40/10, gebaseerd op 27 recensies. Op Metacritic heeft de film een gemiddelde score van 46/100, gebaseerd op 4 recensies.